# 一柳満喜子
一柳 満喜子（ひとつやなぎ まきこ、1884年（明治17年）3月18日 - 1969年（昭和44年）9月7日）は、キリスト教教育者。近江兄弟社で知られるウィリアム・メレル・ヴォーリズの妻で、近江兄弟社学園の学園長を務めた。

## 経歴
兵庫県加東郡小野町（現・兵庫県小野市）の元播磨小野藩主、明治維新後は貴族院議員となった一柳末徳子爵の三女として誕生。神戸女学院音楽部卒。単身で渡米する旅の途中でハワイ・オハウ大学長のグリフィスの勧めもあり、日本で最初の女子留学生・津田梅子が卒業し東洋女性のための奨学金制度を持っていたペンシルベニア州の名門校ブリンマー大学に学ぶ。その後アリス・ベーコンの教育実践活動に参加した。留学中の1910年、ブリン・マー長老教会で洗礼を受けた。
母・栄子は幼いころに他界したが、満喜子が通った築地のミッション系の櫻井女学校（現：女子学院）幼稚園の矢嶋楫子や宣教師たちの影響もあり日本で最初に洗礼を受けた四人の華族婦人の一人であった。栄子は矢嶋楫子が日本基督教婦人矯風会が太政官に「一夫一婦制」を訴えた運動に同道するなどの活動をした。父・末徳は上京して慶應義塾に学び、そこでジェームス・カーティス・ヘボンやグイド・フルベッキらから西洋事情だけでなくキリスト教にも関心を抱いた。
1919年（大正8年）、次兄・広岡恵三（加島銀行、大同生命、大阪電気軌道社長）の自宅設計に設計者として招かれていた建築家ウィリアム・メレル・ヴォーリズと運命的な出会いがあり、広岡浅子の後押しもあって結婚。ヴォーリズの主宰する近江ミッションに加わり、結婚後は近江八幡で生涯を過ごした。また、ヴォーリズと共に海外の宣教団体との交流をした。戦後米国の女流作家グレース・ニース・フレッチャーが満喜子に取材して書き下ろした『Bridge of Love』は米国でも広く読まれた。また昭和天皇の依頼により親王たちの家庭教師として招かれたエリザベス・ヴァイニング夫人とも交流があった。
彼女が地元の未就学児童を対象として始めた「プレイ・グラウンド」は「清友園幼稚園」となり、今日の近江兄弟社学園へと発展。欧米の各種教育理論を研究し、そこから独自の教育実践理論を展開、「神中心の信仰による自己統制力のある人間の育成」を目指した。
1969年（昭和44年）、ヴォーリズの死から5年後に死去。二人は共に同市北之庄町の恒春園に葬られた。夫婦の間に子供はなかった。

## 著書
- 『教育随想』 （近江兄弟社学園、1959年）

## 関連する人物
- ウィリアム・メレル・ヴォーリズ - 夫
- 一柳末徳 - 父、播磨小野藩の最後（第11代）の藩主
- 広岡恵三 - 兄、大同生命第２代社長
- 広岡亀子 - 義姉 （兄・恵三の妻）
- 広岡信五郎 - 亀子の父
- 広岡浅子 - 亀子の母、NHK連続テレビ小説 『あさが来た』 のヒロインのモデル

## 登場する作品
- 玉岡かおる 『負けんとき ヴォーリズ満喜子の種まく日々』（2011年、新潮社）